# Vanarsita
La vanarsita és un mineral de la classe dels òxids.

## Característiques
La vanarsita és un òxid de fórmula química NaCa₁₂(H₂O)₆₄(As³⁺V⁵⁺₈.₅V⁴⁺₃.₅As⁵⁺₆O₅₁)₂·₁₄H₂O. Va ser aprovada com a espècie vàlida per l'Associació Mineralògica Internacional l'any 2013, i la primera publicació data del 2016. Cristal·litza en el sistema monoclínic. La seva duresa a l'escala de Mohs és 2.
Els exemplars que van servir per a determinar l'espècie, el que es coneix com a material tipus, es troben dipositades a les col·leccions mineralògiques del museu d'història natural del Comtat de Los Angeles, a Califòrnia, amb els números de catàleg 64149 i 64150.

## Formació i jaciments
Va ser descoberta a la mina Packrat, situada al districte de Gateway dins el comtat de Mesa, a l'estat estatunidenc a Colorado. Es tracta de l'únic indret on ha estat descrita aquesta espècie mineral a tot el planeta.